# Шпунт (конструктивний елемент)

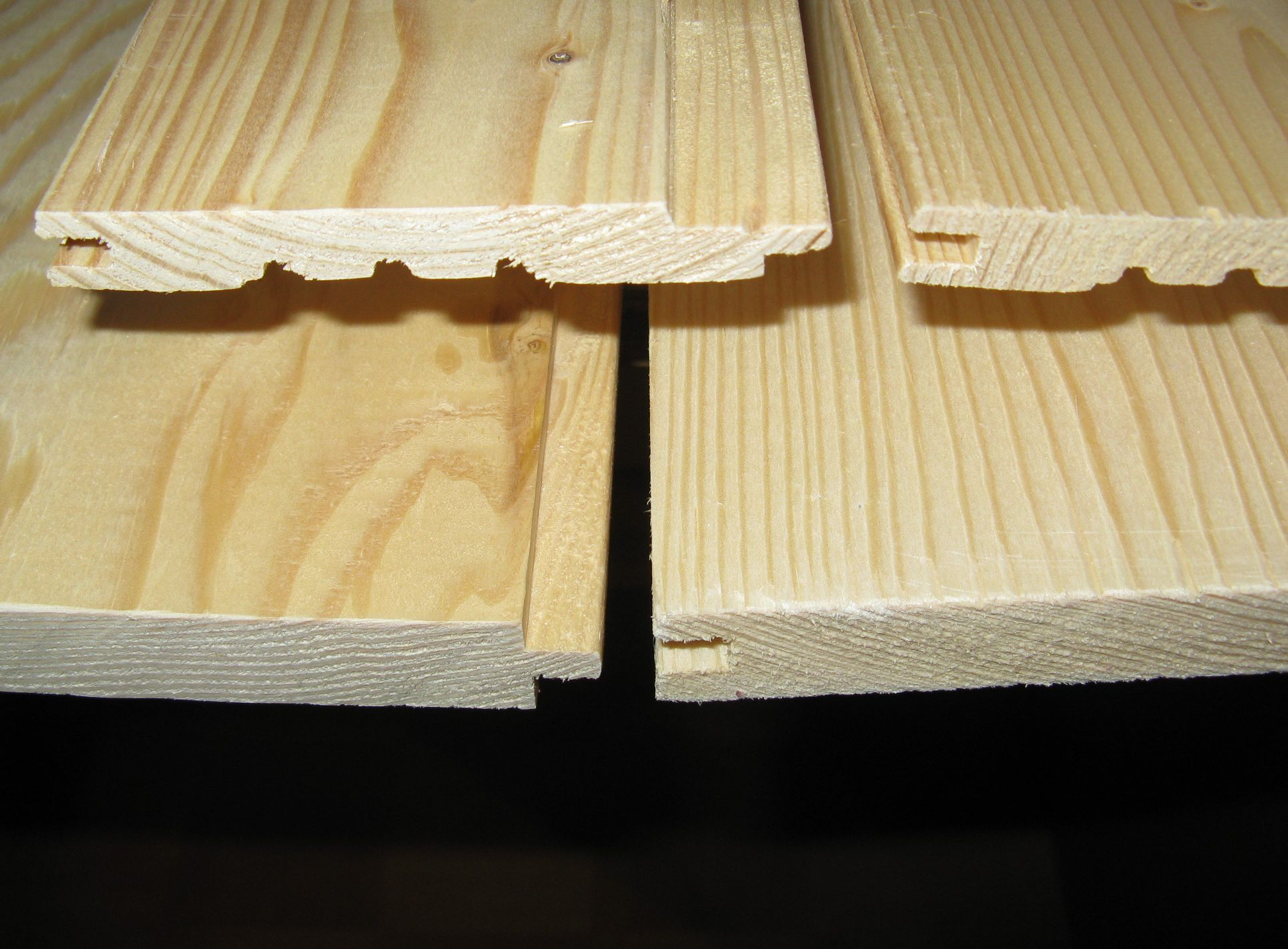
Дошки зі шпунтом

Шпунт (нім. Spund — «чіп», «втулка») — поздовжній виступ (гребінь), який входить у відповідну йому за формою та розмірами заглибину (паз, його також називають шпунтом) в з'єднаннях дощок, брусів, паль тощо, а також сам спосіб такого з'єднання (варіанти назв: з'єднання на шпунт чи шпунтове з'єднання, або з'єднання в паз і гребінь).

## Застосування

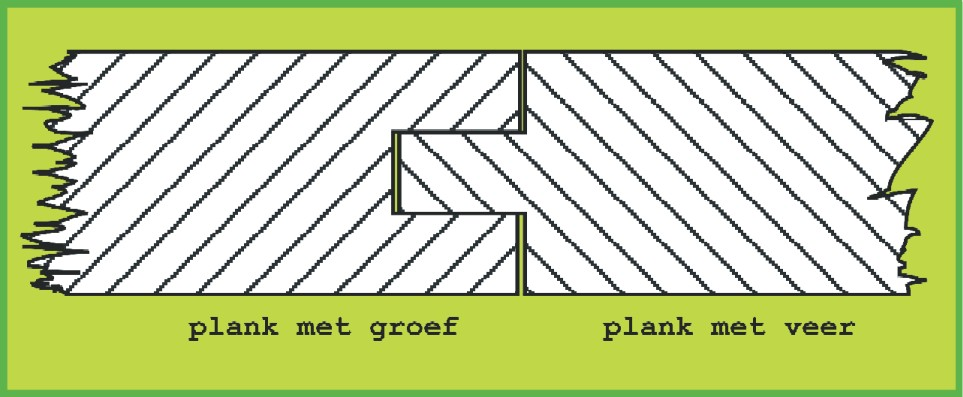
Шпунтове з'єднання (з'єднання в паз і гребінь)

Шпунти застосовуються для бокового з'єднання дерев'яних деталей або деталей з інших не надто твердих матеріалів, коли треба якомога рівномірніше розподілити навантаження у стику по об'єму матеріалу.
Залежно від форми гребеня буває декілька типів з'єднань. Паз може бути як трикутним чи трапецієподібним, так і прямокутним. Перший тип частіше застосовують для паркету, другий при складанні полотна для дверей.
З'єднання на шпунт є простішим у виготовленні і дешевшим, порівняно з  шиповим з'єднанням, і на зсув є значно міцнішим, ніж з'єднання на цвяхах або шурупах. Для досягнення максимальної міцності комбінують шурупи і шпунти.